# Gagrella granulata
Gagrella granulata is een hooiwagen uit de familie Sclerosomatidae.